# 「是より南 木曽路」の碑

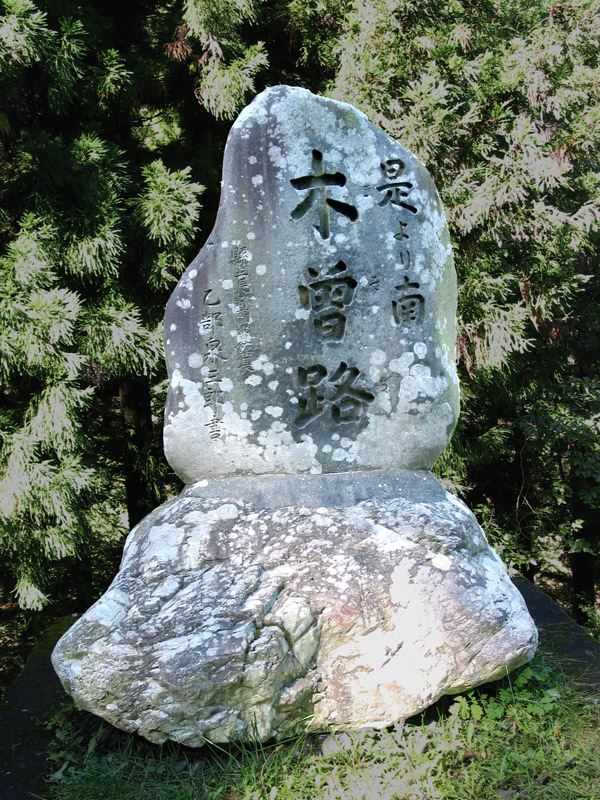
「是より南 木曽路」の碑

「是より南 木曽路」の碑（これよりみなみきそじのひ）は、長野県塩尻市贄川にある石碑。

## 概要
国道19号桜沢橋南詰西側（下り線側）に位置し、1940年（昭和15年）、中山道本山宿・贄川宿の間宿である桜沢で茶屋本陣を営んでいた百瀬栄と百瀬重雄が建立した。脇には「縣立長野圖書館長　乙部泉三郎書」、裏面には「歌ニ繪ニ其ノ名ヲ知ラレタル木曽路ハコノ櫻澤ノ地ヨリ神坂ニ至ル南二十餘里ナリ　紀元（皇紀）二千六百年正月建立」とある。
かつて桜沢橋の下を流れる桜沢が尾張藩と松本藩（松本藩の天領預地）の境界で、明治時代以降は木曽郡と東筑摩郡の郡境をなし、2005年（平成17年）3月31日までは木曽郡楢川村と塩尻市の境界でもあった。
中山道馬籠宿・落合宿間にある「是より北 木曽路」の碑と対を成す。
座標: 北緯36度2分16.5秒 東経137度52分59.2秒 / 北緯36.037917度 東経137.883111度